# ラレー (歌手)
ラレー (出生名 Laleh Pourkarim、1982年6月10日 - ）は、イラン出身のスウェーデンのシンガーソングライター。
女優としての活動を数年行った後、2005年に音楽活動を開始。デビューアルバム『Laleh』はスウェーデンの年間ベストセラーとなった。2012年のアルバム『Sjung』からのシングル「Some Die Young」は、ノルウェー連続テロ事件の犠牲者への追悼歌としてスウェーデンのみならずスカンジナビア全土でのヒット曲となった。彼女はアルバムの制作、作成、録音、設計、演奏を全て自身で行い、歌唱は両親の母国語であるペルシア語、英語とスウェーデン語を用いている。

## 来歴
イラン北部の港町バンダレ・アンザリーで生まれ、1年後に両親と一緒にアゼルバイジャンに住むために国を離れ、後にベラルーシのミンスクとスウェーデンのティダホルムの難民キャンプに移った。自身の名の「Laleh」は、ペルシャ語でチューリップを意味し、人気のある女子の名前であり、イラン文化の一般的なシンボルとされている。
8歳のときにスウェーデンに移住、10代でヨーテボリに移り、アンジェレドの多文化地区の学校に通った。Hvitfeldtska高校の音楽学級に入学し、クラシック音楽、バレエ、サーカス音楽、後にパンク、レゲエ、ジャズ音楽に興味を持った。彼女はまたギターを弾くことを学んだ。スウェーデンのリアリティ番組『Så mycket bättre』に出演中、国から国へと移動した自身の子供時代と両親について語っており、難民生活の中で父親は1994年にカヌー事故で亡くしている。母親であるアテフェは、イランに住む前はジョージアからの難民であった。
2000年にスウェーデンの興行収入で大成功を収めたジョセフ・ファレス監督によるスウェーデンの映画『Jalla! Jalla!』で主要な役割を果たした。
2003年に彼女の音楽キャリアを始めると、自身の制作および出版会社「Lost Army」を設立。アルバムを録音する前に、ワーナーミュージック・スウェーデンと録音および配信契約を結んだ。初期の音楽性は、スティングやシールなどのアダルトコンテンポラリーアーティストと比較されている。彼女はセルフタイトルのデビューアルバムから、自身で楽曲を作成し、演奏し、制作した。アルバムは2005年の春にリリースされ、ベストセラーアルバムとなった。
以降も数多くの作品をリリースし、スウェーデンの人気女性歌手の一人として認知されている。

## 作品

### アルバム
| Laleh        | - リリース: 30 March 2005 - レーベル: Lost Army / Warner Music Sweden - フォーマット: CD, digital download, vinyl              | 1  | —  |                          |  |  |  |  |  |
| Prinsessor   | - リリース: 6 December 2006 - レーベル: Lost Army / Warner Music Sweden - フォーマット: CD, digital download                   | 3  | —  |                          |  |  |  |  |  |
| Me and Simon | - リリース: 19 January 2009 - レーベル: Lost Army / Warner Music Sweden - フォーマット: CD, digital download                   | 2  | —  |                          |  |  |  |  |  |
| Sjung        | - リリース: 25 January 2012 - レーベル: Lost Army / Warner Music Sweden - フォーマット: CD, digital download, vinyl            | 1  | 1  | - スウェーデン: Platinum |  |  |  |  |  |
| Colors       | - リリース: 14 October 2013 - レーベル: Lost Army / Warner Music Sweden - フォーマット: CD, digital download, vinyl            | 2  | 4  | - スウェーデン: Gold     |  |  |  |  |  |
| Kristaller   | - リリース: 16 September 2016 - レーベル: Lost Army / Warner Music Sweden / Island - フォーマット: CD, digital download, vinyl | 2  | 18 | - スウェーデン: Gold     |  |  |  |  |  |
| Vänta!       | - リリース: 31 May 2019 - レーベル: Lost Army - フォーマット: CD, digital download, vinyl                                      | 4  | —  |                          |  |  |  |  |  |
| Postcards    | - リリース: 20 December 2019 - レーベル: Lost Army - フォーマット: Digital download, streaming                                 | 33 | —  |                          |  |  |  |  |  |
| Vatten       | - リリース: 25 March 2022 - レーベル: Lost Army - フォーマット: Digital download, streaming                                    | 1  | —  |                          |  |  |  |  |  |
|              | |    |    |                          |  |  |  |  |  |